# Forsthaus Prösa
Forsthaus Prösa este o arie protejată (arie specială de conservare — SAC, sit de importanță comunitară — SCI) din Germania întinsă pe o suprafață de 3.798,17 ha, integral pe uscat.

## Localizare
Centrul sitului Forsthaus Prösa este situat la coordonatele 51°31′35″N 13°31′11″E / 51.5264°N 13.5197°E.

## Înființare
Situl Forsthaus Prösa a fost declarat sit de importanță comunitară în februarie 1999 pentru a proteja 5 specii de animale. Situl a fost protejat și ca arie specială de conservare în noiembrie 2015.

## Biodiversitate
Situată în ecoregiunea continentală, aria protejată conține 4 habitate naturale: Pajiști uscate europene, Fânețe de joasă altitudine (Alopecurus pratensis, Sanguisorba officinalis), Păduri acidofile de stejar bătrân cu Quercus robur pe câmpii nisipoase, Păduri acidofile de Picea de la nivel montan la nivel alpin (Vaccinio-Piceetea).
La baza desemnării sitului se află mai multe specii protejate:
- mamifere (4): liliac cârn (Barbastella barbastellus), vidră de râu (Lutra lutra), liliac cu urechi mari (Myotis bechsteinii), liliac comun (Myotis myotis)
- nevertebrate (1): rădașcă (Lucanus cervus)

Pe lângă speciile protejate, pe teritoriul sitului au mai fost identificate 2 specii de amfibieni, 1 specie de reptile.